# Ferenc Hemrik
Ferenc Hemrik (ur. 25 sierpnia 1925 w Budapeszcie, zm. 12 lutego 2007 tamże) – węgierski skoczek narciarski, uczestnik Zimowych Igrzysk Olimpijskich 1948 w Sankt Moritz.
Na igrzyskach w 1948 w Sankt Moritz wystąpił w zawodach na skoczni normalnej K-68. W pierwszej serii oddał skok na odległość 53 metrów, jeden z gorszych w tej serii. W drugiej skoczył 61 metrów. Z notą 183,3 pkt., zajął 34. miejsce wśród 46 zawodników, którzy ukończyli zawody.
W swojej karierze trzykrotnie zdobywał indywidualne mistrzostwo Węgier w skokach narciarskich – miało to miejsce w 1947, 1948 i 1951.
Po zakończeniu kariery w 1957 był trenerem (prowadził Honvéd Budapeszt) i działaczem skoków narciarskich.